# 山黃鱔
山黃鱔為輻鰭魚綱合鰓目合鰓魚科的其中一種，分布於亞洲印度、尼泊爾、巴基斯坦、孟加拉及緬甸的淡水流域，體長可達70公分，棲息在底層水域，雄魚會築巢，屬肉食性，以蝌蚪、魚類及水生昆蟲等為食，可作為食用魚。